# 马仲 (清朝)
马仲 （？—1871年），清朝新疆人，回族，同治新疆回乱领袖。
清穆宗同治三年（1864年）马仲参加乌鲁木齐地区回民起事，任元帅。同治九年，浩罕阿古柏入侵吐鲁番，他率军抗击，在库尔勒、库车多次击败阿古柏。后来回到吐鲁番，被阿古柏包围。当年冬季投降，他带领入侵者攻占乌鲁木齐。被阿古柏任命为阿奇木伯克。第二年，当地回民联络附近的汉族民团首领徐学功攻入乌鲁木齐，将他擒获处死。